# Namwon
Namwon (en coreà: 남원시, romanització revisada: nam-wonsi, llegiu: namu) és una ciutat de la província de Jeollabuk-do, al sud-est de la república de Corea del Sud. Està situada al sud de Seül, a uns 250 km (3.5 hores en autobús), i a 50 km al sud-est de Jeonju (40 minuts en autobús). La seva àrea és de 752.06 km² i la seva població total és de 88.500 habitants (2009).
Coneguda també com "la ciutat de l'amor", a causa d'una història famosa d'amor de Corea anomenada Chunhyang i que té un santuari dedicat a aquesta obra.

## Administració
La ciutat de Gimje es divideix en 9 districtes (dong), 15 municipis (myeon) i 1 vila (EuP).

## Història
Namwon va ser fundada l'any 685 durant el mandat del rei Sinmun de Silla. El comtat de Namwon va ser fundat l'1 d'abril del 1895. La ciutat va ser atacada en les Invasions japoneses a Corea (1592-1598) on es mantenien personal de l'exèrcit i civils, al final els japonesos van entrar a la ciutat matant-los a tots.